# حسان اللقيس
كان حسان هولو اللقيس (15 تشرين الأول 1963 – 3 كانون الأول 2013) قائداً عسكرياً في المقاومة الإسلامية اللبنانية،التابعة لحزب الله  في لبنان. قُتل اللقيس في عملية اغتيال عندما أطلق حسبما أفيد عدد من المسلحين النار عليه في رأسه داخل سيارته من مسافة قريبة عند وصوله إلى منزله قرب منتصف ليل 3–4 ديسمبر 2013.

## الأنشطة
قضى اللقيس معظم حياته في الخدمة العسكرية للحزب منذ الأيام الأولى لنشأته في الثمانينات حتى وفاته. وكان بين أبرز المساهمين في تحقيق حزب الله انتصار ضد إسرائيل في حرب لبنان 2006. وخاض قبل وقت قصير من مقتله عدة معارك داخل سوريا. ويزعَم أنه الخبير اللوجستي ورئيس قسم المشتريات للحزب. كان مقرباً من الأمين العام السيد حسن نصر الله وقد أفادت تقارير بأنه فقد ابناً له خلال حرب لبنان 2006.
ذكر ماثيو ليفيت، مؤلف الكتاب الأخير حزب الله: البصمة العالمية لحزب الله اللبناني وزميل أقدم ومدير برنامج ستاين لمكافحة الإرهاب والاستخبارات في معهد واشنطن لسياسة الشرق الأدنى «إنه مهم، بدون شك» وبأنه رئيس قسم المشتريات العسكرية في حزب الله. ويعتقد أن اللقيس قتل انتقاماً لمشاركة حزب الله في سوريا.

## الاغتيال والجنازة
قُتل اللقيس في عملية اغتيال عندما أطلق حسبما أفيد عدد من المسلحين النار عليه في رأسه داخل سيارته من مسافة قريبة عند وصوله إلى منزله قرب منتصف ليل 3–4 ديسمبر 2013 بالتوقيت المحلي لبيروت في منطقة حدث، إحدى ضواحي العاصمة اللبنانية بيروت. وقد نقل إلى المستشفى لكنه توفي بعد بضع ساعات.
أعلنت جماعة لبنانية سنية مسلحة، تدعى «لواء أحرار السنة بعلبك»، يعتقد أنها جماعة مقرها لبنان ومرتبطة بالقاعدة وهي كتائب عبد الله عزام، مسؤوليتها عن الهجوم في رسال على تويتر. وصرح الأمين العام لحزب الله حسن نصر الله بأن تلك الجماعة «ليست اسماً وهمياً... هذه جهة موجودة بالفعل... لها قيادتها... وأنا قناعتي أنها مرتبطة بالمخابرات السعودية.» كما ادعى حزب الله أن إسرائيل هي المسؤولة عن الاغتيال. لكن إسرائيل نفت أي تورط في هذا الشأن.
شيعت جنازته في بعلبك في 4 ديسمبر 2013.